# The City of New York vs. Homer Simpson
«The City of New York vs. Homer Simpson» (укр. Нью-Йорк проти Гомера Сімпсона) — перша серія дев'ятого сезону серіалу «Сімпсони». У США серія вийшла 21 вересня 1997. В Україні була дубльована не одразу і вийшла 2005 року.

## Сюжет
О п'ятій вечора Мо спокійно чекає, поки до нього прийдуть усі його клієнти. Після сирени закінчення дня Мо виганяє усіх пацюків із бару і одразу заходять Карл, Гомер, Ленні, Сем і Леррі, а Барні Гамбл виходить із туалету. Мо тим часом говорить, що на дорогах побільшало аварій і що потрібен тверезий водій. Той, хто витягне з банки чорне яйце, не має пити. Його витягнув Барні і мусив чекати кінця гулянки у Барні на чолі з Кнурманом. Потім Барні всіх розвозить додому друзів на машині Гомера, бо Гомер вже п’яний.
Пройшов місяць, а Барні зник. Гомеру прийшла квитанція, про те, що Барні лишив авто у Нью-Йорку. Сім'я просить його поїхати, а Барт дістає купон на поїздку на тур-автобусі всього за 2 долари.
Коли сім'я приїжджає у Нью-Йорк, Гомер заявляє, що не бажає оглядати місто і їде до місця між двома вежами. Коли Гомер знаходить машину, на склоочисниках він зауважає квитанцію, що поліцейський прийде і зніме машину з блокіратора о 17:00, а зараз 09:00. Гомер залишається чекати. Тим часом решта сім'ї оглядає квартали, а Мардж невдало бреше Лісі про жорстоко вбитих зайців, що висіли на виворіт, що вони лише так сплять, хоча навряд Ліса їй повірила, а Барт знаходить редакцію журналу «Сказ» (англ. «Mad»).
До Гомера підходить продавець східної їжі пропонуючи йому за невисоку ціну попробувати Кхлав-Халаш з крабовим соком. Соку Гомер випив забагато і відчув потяг у туалет. Дві години Гомер мучився і вирішив ненадовго залишити машину у пошуках туалету. Гомер зауважує, що 16:45 і він має 15 хвилин. Гомер біжить у 1 вежу, проте там туалет закритий. Коли Гомер нарешті знайшов і сходив в туалет у 2 вежі, то пропустив прихід інспектора, який встановив виписав ще один штраф. Гомер заводить машину і їде з блокіратором дуже повільно, ще й псує обшивку машини і знищує бампер, проте їде. Помітивши, що люди у машинах за ним постійно лаються про нього, він позичає у будівельника дриль, віддирає блокіратор, знищивши майже повністю машину і їде забирати сім'ю.
Коли Мардж з Лісою, Бартом і Меґґі їздили на кареті по парку, Гомер, знищивши майданчик для гри у баскетбол і зіпсувавши молодій парі пікнік, забирає Мардж і дітей і їде у Спрингфілд. По дорозі на Гомера летять мішки і шприци, бо він їхав перед сміттєвозом. Коли Ліса питає: «Ми приїдемо сюди знову?», Гомер зі злючим виразом обличчя відповідає «Побачимо, Лісо…»